# Scheyville-Nationalpark
Der Scheyville-Nationalpark ist ein Nationalpark im Osten des australischen Bundesstaates New South Wales, 41 Kilometer nordwestlich von Sydney. Die Longneck Lagoon liegt im Nordteil des Parks.
Die kulturellen Sehenswürdigkeiten des Scheyville-Nationalparks berühren viele Themen von Australiens Geschichte seit Beginn der europäischen Besiedlung. Ab 1804 wurde das Gelände als Gemeinschaftsgrund für die Siedler in der Gegend reserviert. Das Pitt Town Cooperative Labour Settlement wurde 1893 gegründet. Später wurde daraus eine Farm für Gelegenheitsarbeiter, wo Arbeitslose leben konnten und Arbeit fanden.
William Francis Schey, Parlamentsmitglied für Redfern und Darlington förderte diese Form experimenteller Landwirtschaft, in dem er daraus die Government Agricultural Training Farm machte. Dort wurden britische Jugendliche ausgebildet, die sich bereiterklärt hatten, nach Australien zu kommen, und Farmarbeiter werden wollten.
Nach Ausbruch des Zweiten Weltkrieges wurden die 73. australische Flugabwehr-Suchscheinwerfer-Kompanie und das 1. Fallschirmbataillon 244 der RAAF dort stationiert. Während der Einwanderungswelle nach Kriegsende in den 1950er-Jahren wurden die Gebäude in Scheyville zum Startpunkt für Tausende von Immigranten, die sich ein neues Leben in Australien aufbauen wollten.
1965–1973 war in Scheyville die Officer Training Unit stationiert. Ein sechsmonatiger Intensivkurs, der Offiziere hervorbringen sollte, die fähig waren, eine Einheit im Vietnamkrieg zu führen, wurde den Soldaten angeboten. Nach vielen Jahren der Vernachlässigung und vielen Vorschlägen für die weitere Verwendung des Geländes wurde Scheyville schließlich Anfang 1996 zum Nationalpark erklärt.

## Geschichte

### Pitt Town Cooperative Labour Settlement
1802 wurde ein Gelände von 22,9 km² als gemeinschaftlicher Weidegrund für die Siedler in der Gegend reserviert. Dieses Gebiet wurde anfangs Nelson Common genannt, später dann Pitt Town Common. Bis 1889 wuchs der Gemeinschaftsgrund auf 36 km² und erstreckte sich von Maraylya bis South Windsor. 1893 teilte die Regierung ein Grundstück von 12 km² Größe von dem Gemeinschaftsgrund ab, um eine experimentelle Farm zu errichten.
Der Zweck dieser experimentellen Farm war die Reduzierung der Arbeitslosigkeit während der Wirtschaftskrise der 1890er-Jahre. Die neuen Siedler wurden aus den Reihen der Arbeitslosen rekrutiert; darunter waren Schreiner, Gärtner, Dockarbeiter, Lagerarbeiter und Seeleute, sowie ihre Familien. Das Pitt Town Cooperative Labour Settlement und auch andere Kooperativen in Bega und Wilberforce wurden nach sozialistischen Prinzipien geführt und waren damals sehr umstritten. Heute gelten sie als wichtiger Schritt für den Aufbau der Gewerkschaften und der Arbeiterbewegung in Australien.

### Government Cooperative Labour Settlement
1895 schlug William Francis Schey, ein Abgeordneter des Parlaments von New South Wales, die Einrichtung einer anderen Art staatlich unterstützter Farm an Stelle des Pitt Town Cooperative Labour Settlement vor. Die Farm wurde als kurzfristige Zuflucht und Arbeitsstelle für Männer, die unter Arbeitslosigkeit oder einer Krankheit litten, genutzt, bis diese wieder gesundet waren oder Arbeit in der Stadt gefunden hatten. Die Männer durften nicht länger als 4 Monate bleiben und bekamen in dieser Zeit einen kleinen Lohn für die Arbeiten, diese auf der Farm ausführten.
Entscheidende Verbesserungen wurden an der Farm in den Jahren 1896 bis 1905 durchgeführt: Gebäude und Zäune wurden repariert, ein Silo wurde gebaut, ein Rinder- und ein Schweinestall waren in Betrieb und die Farm konnte ihre Bewohner selbst versorgen. Zwischen 1905 und 1910 wurde die Farm eher zu einer landwirtschaftlichen Ausbildungsstätte und die Jungen aus der Stadt, die dort in die Landwirtschaft eingeführt wurden, fanden leicht Arbeit auf dem Land. In Gedenken an Francis William Schey und seinen Einsatz soziale Wohlfahrt wurde das Gebiet der Farm in Scheyville umbenannt.

### Dreadnought Scheme
Das Dreadnought Scheme (dt. „Fürchtenicht“-System) war ein Programm zur Ermutigung und Unterstützung britischer Jugendlicher, die Landarbeiter in Australien werden wollten. Gelder, die für die Beschaffung eines Kriegsschiffes gesammelt worden waren, wurden zur Gründung des Dreadnought Scheme umgeleitet, als das Commonwealth of Australia sich stattdessen für den Aufbau einer eigenen australischen Marine entschied.
Bei Ankunft in Australien wurden die Teenager für drei Monate zur landwirtschaftlichen Ausbildung auf eine staatliche Farm gebracht. Mehr als die Hälfte der Jugendlichen, die an diesem Programm teilnahmen, wurden nach Scheyville geschickt. Hier erlernten die Jungen Fähigkeiten wie Schafscheren, Reiten, Getreideanbau, Milchwirtschaft, Metzgerei und die Pflege und Reparatur landwirtschaftlicher Geräte. Nach dieser Ausbildung konnten die Jungen auf jede Farm im Land geschickt werden. Die meisten Absolventen des Dreadnought Scheme kamen auf Bauernhöfe im Nordosten von New South Wales.
Mit Beginn des Ersten Weltkrieges wurde das Dreadnought Scheme eingestellt. Im Krieg wurde die Farm kurz zur Internierung von 87 deutschen Staatsbürgern genutzt, die von deutschen Schiffen, die bei Kriegsausbruch im Hafen von Sydney ankerten, verhaftet wurden. Später wurden dort australische Frauen in landwirtschaftlichen Fähigkeiten ausgebildet, während ihre Männer im Krieg waren.
1921 lebte das Dreadnought Scheme wieder auf, wurde aber 1930 infolge der großen Weltwirtschaftskrise erneut eingestellt. Bis dahin waren 4500 britische Jugendliche in Scheyville ausgebildet worden. Während der Weltwirtschaftskrise übernahm die Farm 500 australische Jugendliche aus der Stadt im Jahr und bildete sie jeweils 4 Monate in grundlegenden landwirtschaftlichen Fähigkeiten aus. Nach dieser Ausbildung wurden die Jungen an geeignete Arbeitsstellen auf Bauernhöfen vermittelt, wo sie ihre Ausbildung abschließen konnten. Die Ära der Ausbildungsfarm Scheyville endete 1940, als die Farm vom Commonwealth of Australia als Militärschule im Zweiten Weltkrieg übernommen wurde.

### Zweiter Weltkrieg
Im Oktober 1940 requirierte die Regierung von Australien die Farm im Scheyville. Dort wurde eine Schule für Artillerie und Panzerabwehr gegründet. Am 15. September 1942 wurde die 73. Flugabwehr-Suchscheinwerfer-Kompanie (AASL) in Scheyville stationiert, bevor sie am 6. November 1942 nach Brisbane verlegt wurde. Das 1. Fallschirm-Bataillon 244 belegte die Farm von Ende 1943 bis Ende 1944.

### Offiziersausbildung
1965 wurde der Komplex erneut vom Militär übernommen und für Ausbildungszwecke der Armee genutzt. Damals wurde Scheyville für eine Offiziersausbildungseinheit (OTU) für Wehrpflichtige genutzt. Dies war die einzige Einheit in Australien, die diesen konzentrierten, sechsmonatigen Kurs anbot.
Das Training in der OTU Scheyville war speziell dafür gedacht, Offiziere hervorzubringen, die Einheiten im Vietnamkrieg führen konnten. Es war sehr intensiv und bestand aus sechs Arbeitstagen pro Woche mit täglich 10–14 Arbeitsstunden als Norm. Es bestand aus sehr viel theoretischem Unterricht und auch hartem körperlichen Training. Viele der so ausgebildeten Offiziere dienten in Vietnam.
Viele Absolventen der OTU wurden in ihren eigenen Waffengattungen bekannte militärische Führer und gaben an, dass das Training in Scheyville sehr zu ihrem beruflichen Erfolg beigetragen hätte.
Auch Kadetten, die direkt in die Luftwaffe eintraten, wurden in Scheyville ausgebildet, und zwar in denselben Sechsmonatskursen wie die Wehrpflichtigen. Es gab auch Zwölfmonatskurse (Januar–Dezember 1972 und Juli 1972 – Juni 1973). Die ersten sechs Monate dieser Kurse waren dieselben wie für die Wehrpflichtigen und die letzten sechs Monate waren mehr auf den späteren Einsatzbereich der Absolventen in der regulären Armee abgestimmt. Die OTU blieb bis 1973 in Funktion (die letzten Aufnahmen waren im Oktober 1972), bis die Labour Party im Dezember 1972 die Wehrpflicht abschaffte.
Das Hawkesbury Agricultural College eröffnete 1978 für fünf Jahre einen Campus in Scheyville, verlängerten dann aber den Mietvertrag nicht.